# Emade
Emade, właśc. Piotr Waglewski, znany również jako DJ M.A.D. (ur. 15 grudnia 1981 w Warszawie) – polski muzyk hip-hopowy, perkusista i DJ. Producent wszystkich siedmiu albumów Tworzywa Sztucznego i większości Fisza (wszystkich z wyjątkiem Fru!). Syn muzyka Wojciecha Waglewskiego i młodszy brat Fisza.

## Działalność artystyczna

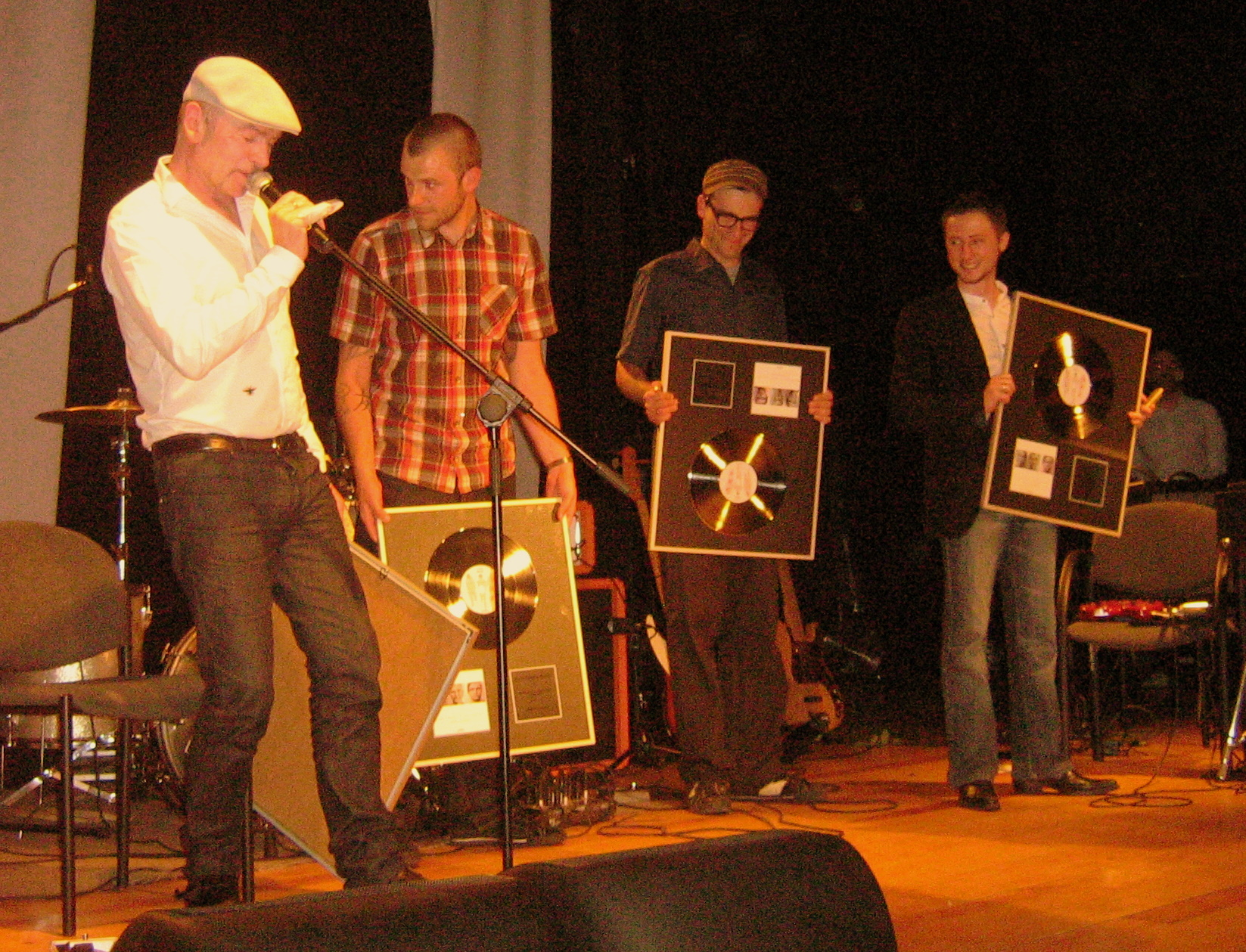
Wojciech Waglewski, Fisz, Emade uhonorowany złota płytą na Festiwalu Gwiazd w Międzyzdrojach w 2009 roku za album Męska muzyka.

Działalność muzyczną rozpoczął jako 13-letni perkusista własnej formacji hardcore’owej. Kilka lat później zajął się czynnie swą nową fascynacją – hip hopem – w ramach zespołu RHX, sformowanego wraz z Fiszem i Inespe (debiutancki album w 1999 roku). Na 20. Przeglądzie Piosenki Aktorskiej (Wrocław 1999) akompaniował na gramofonach występowi zespołu Nick Cave and the Bad Seeds.
W 2001 roku wyprodukował w całości solowy album Inespe zatytułowany Ocean szarych bloków. W 2003 roku na zaproszenie Smolika wykonał remiks utworu „Who Told You” z Miką Urbaniak, a na zaproszenie WWO remiks utworu „Bezsenne noce”.
Pod koniec 2003 roku, po niemal roku pracy, ukazał się jego solowy debiut – autorski Album producencki (poprzedzony czerwcowym singlem „Dam ci przeżyć” z gościnnym udziałem Sokoła z WWO). Do udziału w albumie zostali zaproszeni: retro-jazzowa wokalistka Iza Kowalewska z zespołu Muzykoterapia, O.S.T.R., Włodi, Inespe, Sokół, Fisz oraz gość z USA: brooklyńska grupa Little Egypt. Wszyscy krajowi goście, przy akompaniamencie żywego zespołu towarzyszącego Emade, wystąpili na wielkim koncercie promocyjnym albumu 19 marca 2004 r. w Warszawie. Album zdobył nominację do Fryderyka 2004 w kategorii Album roku – Hip-Hop.
W 2004 roku Emade wraz z Wojciechem Waglewskim współpracował nad produkcją albumu Marii Peszek miasto mania. 12 maja 2005 roku Emade wydał wspólny album z O.S.T.R. (jako Projekt Ostry Emade). Poprzedził go marcowy singiel „Wiele dróg”. W roku 2005 zagrał gościnnie na bębnach w utworze „Wagle” z albumu XX Cz.1 zespołu Voo Voo.

## Osiągnięcia i nagrody
Polski producent roku 2001 według hiphopowego pisma „Klan”. W podsumowaniu roku 2002 tego samego pisma Emade został wyróżniony „za organiczne i elektroniczne smaczki F3” (jedno z 4 wyróżnień producenckich). Wyprodukowane przez Emade dwa pierwsze albumy Fisza zdobyły nominacje do Fryderyków w kategorii Album roku – Hip-Hop, a F3 w kategorii Album roku – muzyka klubowa.
W 2012 roku wraz z Fiszem uzyskał nominację do Fryderyka za album Zwierzę bez nogi w kategoriach Album roku hip-hop/reggae/R&B i Najlepsza oprawa graficzna albumu.
Emade został sklasyfikowany na 11. miejscu w rankingu 20 najlepszych polskich producentów hip-hopowych według czasopisma Machina.

## Dyskografia
| Zobacz więcej w artykule RHX , w sekcji Dyskografia . Zobacz więcej w artykule Tworzywo Sztuczne , w sekcji Dyskografia . Zobacz więcej w artykule POE (Projekt Ostry Emade) , w sekcji Dyskografia . |  | Zobacz więcej w artykule Bassisters Orchestra , w sekcji Dyskografia . Zobacz więcej w artykule Kim Nowak , w sekcji Dyskografia . Z tym tematem związana jest kategoria: Albumy wyprodukowane przez Emade . |

### Albumy
| Rok                        | Dane dot. albumu                                                                                          | Pozycja na liście | Sprzedaż        | Certyfikat             |
| Rok                        | Dane dot. albumu                                                                                          | POL               | Sprzedaż        | Certyfikat             |
| -------------------------- | --- | ----------------- | --------------- | ---------------------- |
| 2003                       | Album producencki - Wydany: 12 grudnia 2003 - Wydawca: Asfalt Records                                     | –                 |                 |                        |
| 2006                       | Piątek 13 (oraz Fisz) - Wydany: 13 października 2006 - Wydawca: Asfalt Records                            | 8                 |                 |                        |
| 2008                       | Męska muzyka (oraz Waglewski i Fisz) - Wydany: 1 lutego 2008 - Wydawca: Agora S.A.                        | 92                | - POL: 30 tys.+ | - POL: platynowa płyta |
| 2008                       | Heavi Metal (oraz Fisz) - Wydany: 21 listopada 2008 - Wydawca: Asfalt Records                             | 18                | - POL: 6 tys.+  |                        |
| 2011                       | Zwierzę bez nogi (oraz Fisz) - Wydany: 30 listopada 2011 - Wydawca: Agora S.A.                            | 26                |                 |                        |
| 2013                       | Matka, Syn, Bóg (oraz Waglewski i Fisz) - Wydany: 25 października 2013 - Wydawca: Art2 Music              | –                 | - POL: 15 tys.+ | - POL: złota płyta     |
| 2014                       | Czasoprzestrzeń (oraz Hades i DJ Kebs) - Wydany: 5 grudnia 2014 - Wydawca: Prosto                         | 50                |                 |                        |
| 2020                       | Duchy ludzi i zwierząt (oraz Waglewski i Fisz) - Wydany: 9 października 2020 - Wydawca: Mystic Production | 3                 |                 |                        |
| „–” album nie był notowany | |                   |                 |                        |

### Albumy koncertowe
| Rok  | Dane dot. albumu                                                                                                |
| ---- | --- |
| 2008 | Męska muzyka. Koncert w Fabryce Trzciny (oraz Waglewski i Fisz) - Wydany: 17 grudnia 2008 - Wydawca: Agora S.A. |

### Single
| Rok                          | Tytuł | Pozycja na liście | Album             |
| Rok                          | Tytuł | LP3               | Album             |
| ---------------------------- | --- | ----------------- | ----------------- |
| 2003                         | „Dam ci przeżyć” (gościnnie: Sokół) | –                 | Album producencki |
| 2006                         | „Nie bo nie” (oraz Fisz) | –                 | Piątek 13         |
| 2008                         | „Męska muzyka” (oraz Waglewski, Fisz) | 6                 | Męska muzyka      |
| 2008                         | „Majty” (oraz Waglewski, Fisz) | 18                | Męska muzyka      |
| 2013                         | „Ojciec” (oraz Waglewski, Fisz) | 1                 | Matka, Syn, Bóg   |
| 2014                         | „Elektryczny” – Męskie Granie Orkiestra (Katarzyna Nosowska, Andrzej Smolik, Olaf Deriglasoff, Michał Sobolewski, Emade, Dawid Podsiadło i Monika Brodka) | 1                 | –                 |
| „–” singel nie był notowany. | |                   |                   |

#### Inne notowane utwory
| Rok  | Tytuł                         | Pozycja na liście | Album            |
| Rok  | Tytuł                         | LP3               | Album            |
| ---- | ----------------------------- | ----------------- | ---------------- |
| 2009 | „Wiosna 86” (oraz Fisz)       | 31                | Heavi Metal      |
| 2012 | „Dziecko we mgle” (oraz Fisz) | 32                | Zwierzę bez nogi |

### Inne
| Rok  | Utwór                               | Album                                                 |
| ---- | ----------------------------------- | ----------------------------------------------------- |
| 1999 | „Prawda” (gościnnie: Emade, Inespe) | Kompilacja – O$ka                                     |
| 2001 | „Taki jestem” – Emade               | Pomysł goni pomysł (kompilacja)                       |
| 2003 | „Dam ci przeżyć” – Emade, Sokół     | Klan CD#32 (kompilacja)                               |
| 2008 | „The Wind Cries Mary”               | Hey Jimi – Polskie gitary grają Hendrixa (kompilacja) |
| 2009 | „Jesteś tylko” – Emade              | Asfalt Records 1999–2009 (kompilacja)                 |

## Teledyski
| Rok  | Tytuł                                 | Reżyseria                          | Album             |
| ---- | ------------------------------------- | ---------------------------------- | ----------------- |
| 2000 | „Dam ci przeżyć” (gościnnie: Sokół)   | –                                  | Album producencki |
| 2000 | „Niebo” (gościnnie: O.S.T.R.)         | –                                  | Album producencki |
| 2006 | „Nie bo nie” (oraz Fisz)              | Maciej Olbrycht                    | Piątek 13         |
| 2008 | „Męska muzyka” (oraz Waglewski, Fisz) | Yach Paszkiewicz                   | Męska muzyka      |
| 2009 | „Heavi metal” (oraz Fisz)             | Wojtek Zieliński                   | Heavi metal       |
| 2011 | „Zwierzę bez nogi” (oraz Fisz)        | Tymon Tykwiński, Jakub Drobczyński | Zwierzę bez nogi  |

## Filmografia
- Mówią bloki człowieku 2 (2001, reżyseria: Joanna Rechnio)[31]